# آرون اسكانديل
هارون ايسكانديل (بالإسبانية: Aarón Escandell)‏ (من مواليد 27 سبتمبر 1995)، المعروفة اختصارا باسم هارون، بالاسبانية لاعب كرة القدم يلعب في نادي غرناطة بحراسة المرمى

## مسيرته
ولد في في ، بلنسية ، أنهى هارون تكوينه مع نادي مالقة . ظهر لأول مرة كأحتياطي في 15 سبتمبر 2013 ، بدءًا بالتعادل 0-0 خارج ملعبه ضد Atarfe Industrial CF ببطولة الدوري الإسباني الدرجة الثالثة .
في 8 ديسمبر 2013 ، ظهر آرون لأول مرة مع الفريق الرئيسي ، كونه بديلاً في كاس الملك وانتهت 3-3 ضد نادي اوساسونا. 
في 10 يوليو 2017 ، انتقل آرون إلى فريق آخر ، هو غرناطة 
بدأ آرون ظهوره الاحترافي لأول مرة في 13 سبتمبر 2018 ، بداية بخسارة 1-2 ضد ألتشي 

## روابط خارجية
- آرون اسكانديل على موقع الاتحاد الأوربي (الإنجليزية)
- آرون اسكانديل على موقع قاعدة بيانات كرة القدم.إي يو (الإنجليزية)
- آرون اسكانديل على موقع Soccerway.com (الإنجليزية)
- آرون اسكانديل على موقع AS.com (الإسبانية)
- Aarón Escandell at LaPreferente.com (in Spanish)
- آرون اسكانديل على موقع الاتحاد الأوربي (الإنجليزية)
- آرون اسكانديل على موقع قاعدة بيانات كرة القدم.إي يو (الإنجليزية)
- آرون اسكانديل على موقع Soccerway.com (الإنجليزية)
- آرون اسكانديل على موقع AS.com (الإسبانية)